# プロスチェヨフ
プロスチェヨフ（チェコ語: Prostějov、チェコ語発音: [ˈproscɛjof]、ドイツ語: Proßnitz）とは、チェコオロモウツ州にある都市である。今日では服飾産業と軍事基地の所在で知られている。

## 地理
プロスチェヨフは上モラビア谷の北端に位置し、国内では東部に位置している。町の西側ではドラハン高地が隆起している。しかし町自体は平坦で、僅かな標高差しか見られず、その標高は212メートルから262メートルとなっている。

## 歴史
町の存在は1141年には確認されており、Prostějoviceの名で小さな集落として現れ、その名はプロスチェイ（Prostěj）卿に由来するとされている。12世紀に出版された町に関する最古の文献記録では、この地を「ハナーのエルサレム」とも称されると記している。
1918年に至るまで、プロスニッツはハプスブルク君主国の下にあり、モラビアに34あったBezirkshauptmannschaftenの一つであった。プロスニッツの旧名は19世紀末まで用いられた。

## 観光地
市の古くからある観光地の一つが聖十字教会で、アウグスティヌス派聖堂参事会の教会を14世紀末に建て替えたものである。その他にはプロスチェヨフ城がペルンシュティーン広場にあり、これは16世紀初めにルネサンス建築で建てられ、20世紀初頭に改築され、イタリア人建築家のカスペル・クネウスによる門も作られた。ズグラッフィートの装飾も城にはあるが、これはヤノ・コフレルによるものである。玄関の上には有名な一文、Hanák tade bode do skonání světa...（ハナーは時の終焉まで生きるだろう…）が記されている。
1520年代から1530年代にかけてのイタリア人建築家によるルネサンス建築は、かつての市庁舎にも見られる。この建物は1538年に完成し、その入口には市章が刻まれている。そして現在ではプロスチェヨフ博物館として使われている。今日、町の文化的、共同体的中心となっている建物は国民の家であり、1905年から1907年にかけて建てられたこの建物は、ヤン・コチェラの作であり、チェコ・アール・ヌーヴォー様式で作られている。コチェラに加えて、画家のフランチシェク・キセラ、彫刻家のスタニスラフ・スチャルダ、カレル・ペトルが彫刻を施している。
町の中心には新しい市庁舎が建っており、これは1911年から1914年にかけて軍事小屋を取り払い、K.H.ケプカによって、歴史主義建築でかつ内装にアール・ヌーヴォーの要素も含みつつデザインされて作られたものである。正面側は彫刻家のV・プレスキーによって、右側はマチェイ・レイセクのレリーフがあり、これはヤン・トリースカによって、左側はエトムント・フッサールに捧げられたレリーフが、ボフミル・テプリーによってそれぞれ装飾された。
他には1714年に作られた、作者不詳の聖母マリアと三位一体の柱やバロック建築で作られたネポムクのヨハネ教会、聖ピエトロ及びパウロ教区教会、聖コンスタンティン及びメソジスト教会などが挙げられる。
この町は歴史に生きているだけではない。5月の初めには、ディスコダンスフォーメーションおよびディスコショーフォーメーションチェコ共和国および世界選手権とブレイクダンス欧州選手権が行われる。1957年以来、町ではウォルクルフ・プロスチェヨフという詩の祭典が行われている。9月には3日間におよぶプロスチェヨフ・ハナー祭りが行われ、国内で最大のハナーの合唱や民芸フェアが実施されている。

## 人物
- エドムント・フッサール - 哲学者
- ヘンリエッタ・ナギョワ - テニス選手
- カレル・ノバチェク - テニス選手
- ポーリーナ・ポリスコワ（英語版） - 女優、モデル
- ペトラ・チェトコフスカ - テニス選手
- オットー・ウィフテルレ - 科学者、ソフトコンタクトレンズを開発
- ルヂェック・ミクロシュコ（英語版） - サッカー選手、チェコスロバキア及びチェコ代表
- モーリッツ・シュタインシュナイダー - ラビ
- イグナーツ・ブリュル - 作曲家
- ギデオン・ブレチャー（英語版） - 医者、作家
- メイア・アイゼンシュタット（英語版） - ラビ
- ジョナサン・エイベシュッツ（英語版） - ラビ
- ルカーシュ・クライーチェク（英語版） - ホッケー選手
- ウラスチミル・ペトルジェラ（英語版） - サッカー選手
- ナサン・ポルゲス（英語版） - ラビ
- モーゼフ・ゾーファー（英語版） - ラビ
- ニナ・シュコットワ（英語版） - 政治家
- イジー・ヴォルケル - 詩人

## 行政区画
プロスチェヨフは7つの地区に分けられる。
- プロスチェヨフ
- チェクホヴィツェ（チェコ語版）
- チェクフヴキ（英語版）
- ドマミスラツェ（チェコ語版）
- クラシツェ（英語版）
- ヴラホヴィツェ
- ゼソフ（チェコ語版）